# Apogonichthyoides heptastygma
Apogonichthyoides heptastygma är en fiskart som först beskrevs av Cuvier 1828.  Apogonichthyoides heptastygma ingår i släktet Apogonichthyoides och familjen Apogonidae. Inga underarter finns listade i Catalogue of Life.